# Potatoheadz
Potatoheads, später Potatoheadz, ein deutsches Hard Trance/Hard House/Hands-up-Tanzprojekt, bestehend aus sechs DJs und Musikproduzenten: CJ Stone (bürgerlich Andreas Litterscheid), Caba Kroll, Akira Yamamoto (bürgerlich Chorn Pin Chang), Henning Reith, DJ Milo (bürgerlich Michel Beugel) und DJ Voodoo (bürgerlich Reinhard Raith).
Ursprünglich bestand Potatoheadz aus Andreas Litterscheid, Caba Kroll, Chorn Pin Chang und Henning Reith, und Michel Beugel und Reinhard Raith schlossen sich ihnen später an. Das Projekt debütierte im Jahr 2000 mit den Singles Mix The Master und Pump It Up. Sie waren bekannt für ihre zahlreichen Remixe auf vielen Tracks von Künstlern wie Haiducii, Bad Habit Boys, Reflex, Boom Boxx und anderen. Im Jahr 2005 nahmen sie die Single Narcotic (cover für das gleichnamige Lied der Band Liquido 1998) mit der Sängerin Lizzy Pattinson auf, die es in die deutschen Charts schaffte und dort Platz 93 belegte.

## Diskografie
Singles
- 2000: Mix the Master
- 2000: Pump It Up
- 2002: I Wanna Rock (This Place)
- 2003: State Of Emergency
- 2004: Get Down
- 2004: Turn It Up
- 2005: Narcotic (feat. Lizzy Pattinson)
- 2006: Living on Video
- 2015: Let Yourself Go
- 2015: Mix the Master 2015